# ガラス工業製品

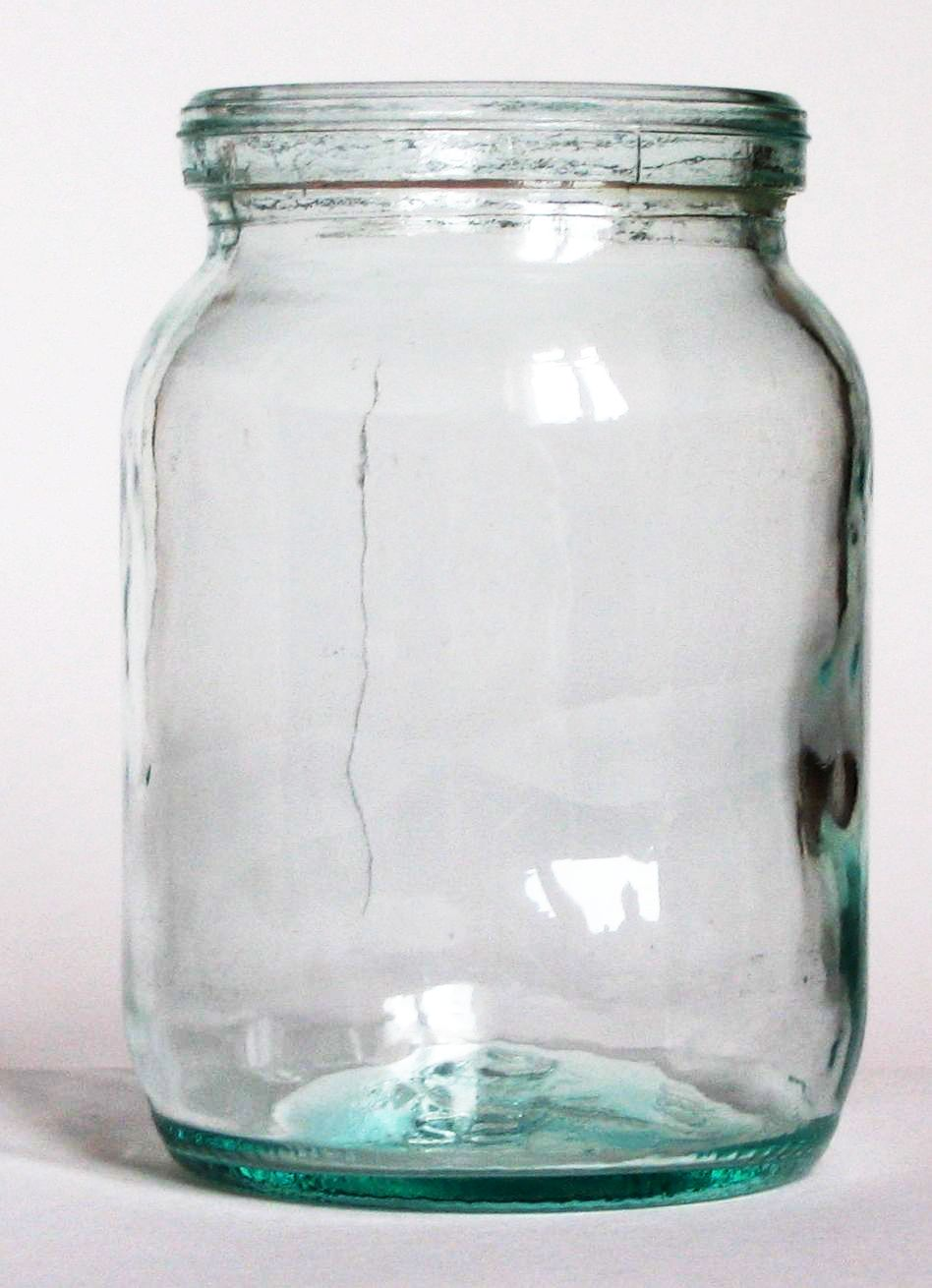
マヨネーズ用の広口瓶（ソビエト）

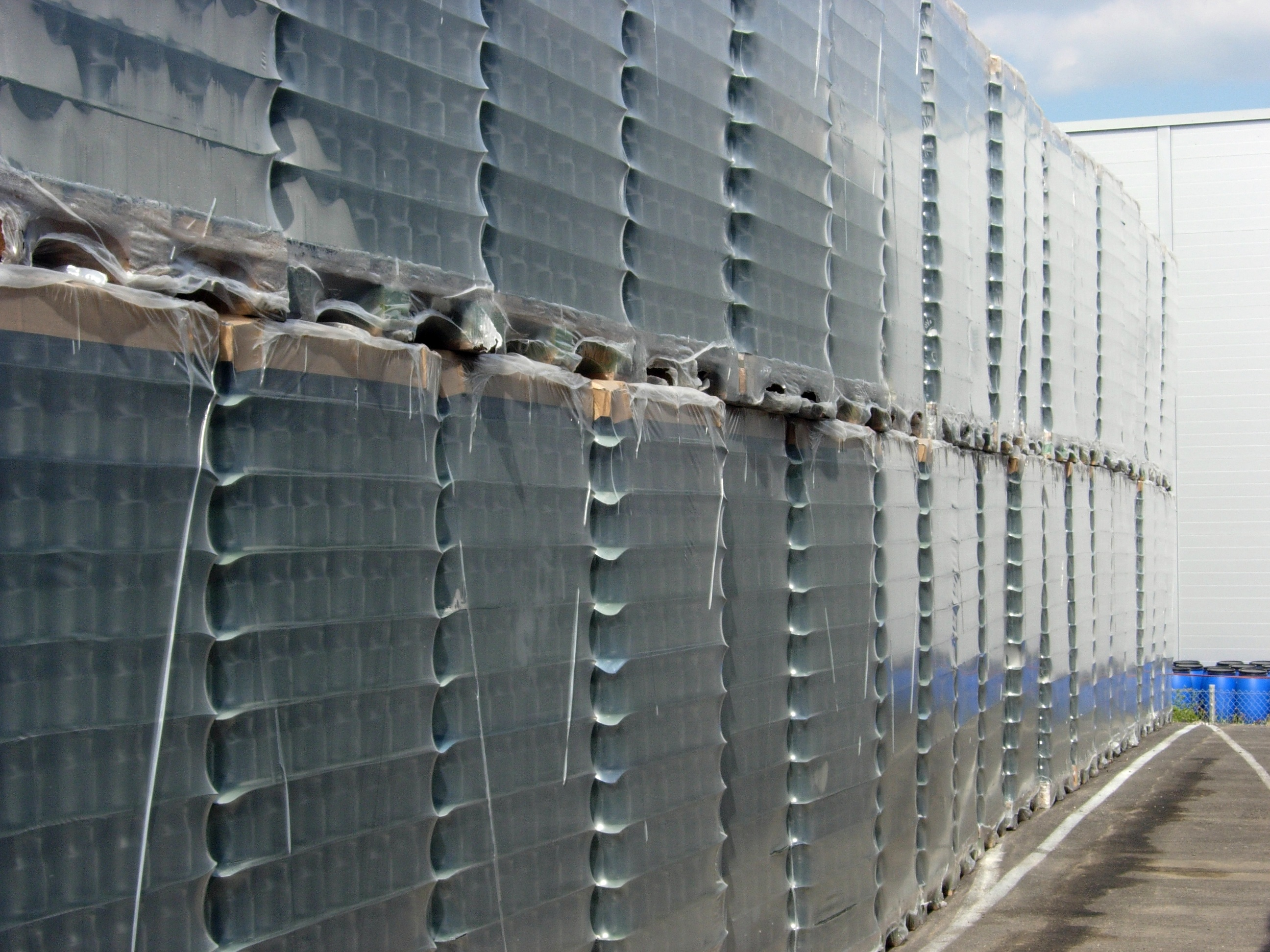
出荷パレットに積まれたガラス瓶

ガラス工業製品（ガラスこうぎょうせいひん）とは、機械的な工業プロセスを経て製造されるガラス製商品のこと。その製法は2つに大別され、板ガラスを製造するフロートガラス法と、瓶ほかガラス容器を製造するブロー成形法がある。本記事では主にガラス容器の製造工程について説明する。

## ガラス容器の製造
現代のガラス容器工場は、大まかに「バッチハウス」「高温域」「低温域」の3分業となっている。バッチハウスでは原材料を取り扱う。高温域作業では前床、成形機械、焼なまし炉での適切な製造工程を行い、低温域作業では製品検査や梱包作業を行う。

### バッチ工程（バッチハウス）
バッチ工程とは、ガラス製造工程の最初の段階の1つである。バッチハウスでは、原材料を大きなサイロ（トラックや列車で供給）に単純収容して1-5日間保管する。一部のバッチシステムでは、原料の選別やふるい分け、乾燥や予熱（いわゆるカレット）といった材料処理も行う。自動であれ手動であれ、バッチハウスは輸送シュートやコンベア、測量計を経由しながらガラス原料のレシピ（バッチ）を測量されて一つにまとめて混合されたのち溶融炉へと届けられる。バッチは「ドッグハウス」や「バッチチャージャー」より溶融炉に投入される。ガラスの種類、色、望ましい品質、原料の純度や入手可能性、炉の設計の違いなどは、バッチレシピに影響を及ぼす。

### 高温域（ホットエンド）
ガラス作業での高温域とは、溶融ガラスがガラス製品に製造されていく温度域のことである。バッチが溶融炉に投入されると、成形工程、内部処理、焼なましへと進んでいく。
以下の表は、大規模ガラス製造および研究室での実験的ガラス溶融に適用される一般的な粘度固定点の一覧である。
| log10(η, Pa·s) | log10(η, P) | 説明                                                                                        |
| -------------- | ----------- | ------------------------------------------------------------------------------------------- |
| 1              | 2           | 融点（ガラス溶融物の均質化および清澄化）                                                    |
| 3              | 4           | 作業点（プレス作業、吹き作業、ゴブ形成）                                                    |
| 4              | 5           | フロー点                                                                                    |
| 6.6            | 7.6         | リトルトン点、軟化点（ガラスが自重によって視覚的に変形する。標準手順ASTM C338、ISO 7884-3） |
| 8-10           | 9-11        | 膨張軟化点Td、負荷によって異なる                                                            |
| 10.5           | 11.5        | 屈伏点（ガラスは数時間以内にμmスケールで自重で変形する）                                    |
| 11-12.3        | 12-13.3     | ガラス転移点Tg                                                                              |
| 12             | 13          | 徐冷点（応力が数分以内に軽減される）                                                        |
| 13.5           | 14.5        | 歪点（応力が数時間以内に緩和される。）                                                      |

#### 溶融炉

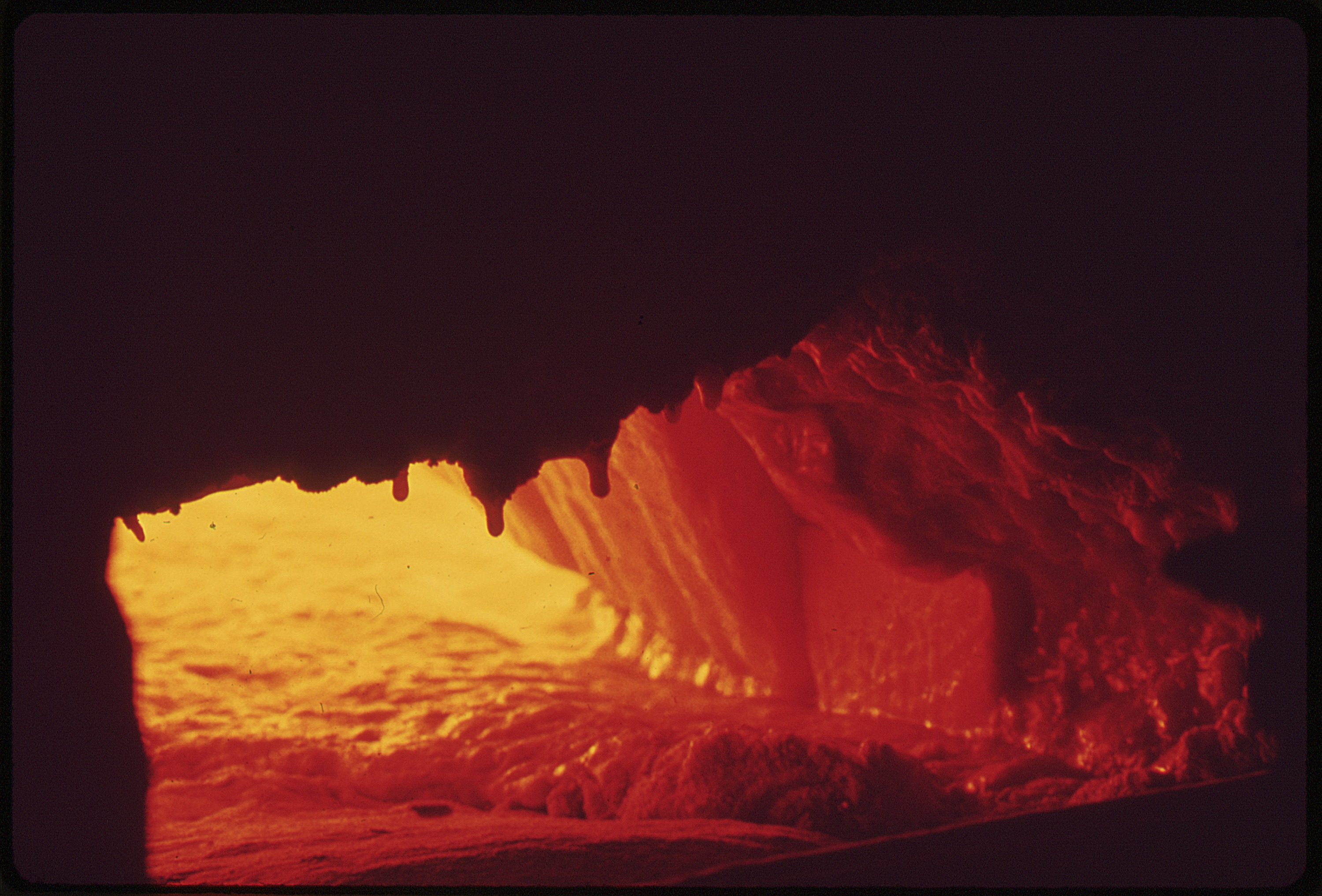
バッチが溶融炉に投入される様子

バッチは、バッチ処理システムに管理された配分割合で徐々に溶融炉へと供給される。溶融炉は天然ガスや石油で点火され、最高1575°Cの温度で運用する。温度は炉の上部構造素材の品質およびガラス組成によってのみ制限を受ける。ガラス容器製造に使用される炉の種類には「エンドポート炉」「サイドポート炉」「オキシ燃料炉」などがある。通常、溶融炉の「サイズ」は生産能力となる1日あたりメトリックトン(MTPD)で分類される。10-100トン規模の商業用ガラスを生産するものは「タンク窯」、中小規模のガラス工場やガラス工房では「坩堝窯」が一般的に使われる。

#### 成形工程

ガラス容器成形の様子

ガラス容器を製造する主な方法が現在2つある。細首容器専用である「ブロー&ブロー」法と、広口の瓶および先細の細首容器に使用される「プレス＆ブロー」法である。
どちらの方法でも、塑性温度(1050-1200°C)で流れる溶融ガラスを剪断刃にて切断し、「ゴブ」と呼ばれるガラスの詰まった円柱を形成する。そのゴブは瓶を作るのにちょうど十分な所定の重量となっている。どちらの工程も、重力によってゴブが落下することで始まり、トラフ溝やシュートを通って空の金型の中に導かれ、その半分が閉じて型締めされ、次に上方から「邪魔板（バッフル）」で封止される。
ブロー＆ブローの工程では、ガラスは最初にバッフルのバルブを通して吹き込まれ、何もないほうを下にした「ネックリングアーム」に保持されている3部品の「リング金型」にガラスを押し下げて「開口端」箇所を成形する。圧縮空気がガラスを通って吹き込まれ、結果として若干の中空が形成された容器ができる。その後、第2段となる圧縮空気が再び吹き付けられ（吹付けが2段階なのでブロー＆ブロー）、最終的な形状になる。
容器は大まかに2段階で作られる。第一段階では、開口部周囲の細部をすべて成形するが、最初は容器本体が最終サイズよりもだいぶ小さく作られる。これらの部分的に製造された容器は「パリソン」と呼ばれ、そこから実に素早く最終形状へとブロー成形される。

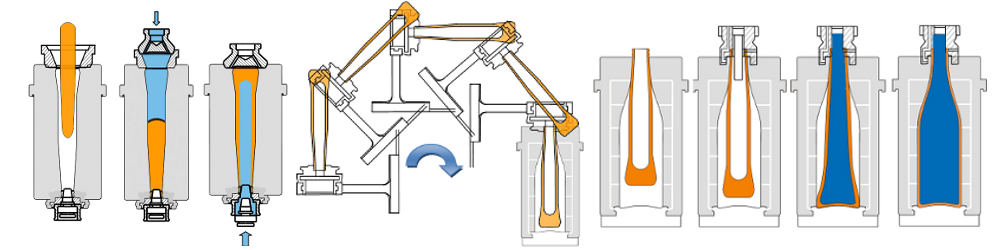
ブロー＆ブローでの容器成形工程

「リング」は短いプランジャーによって下方から封がされている。「定着ブロー」が終了した後、プランジャーは僅かに後退して形成表面を柔らかくさせる。その後パリソンを作るために「カウンターブロー」の空気が プランジャーを通って上がってくる（挿絵の左から3番目）。バッフルが上がって中空が開く。パリソンは「ネックリングアーム」によって円弧を描きつつ「金型がある側」へと上下逆さにされ（挿絵の左4番目）、同アームは開口端でパリソンを把持する。
ネックリングアームがその弧の終端に到達すると、２つの金型がパリソンの周りで閉じる。ネックリングアームは僅かに開いて開口端での把持を解除したのち、何もない側に逆戻りする。ブロー射出口を通して実施される「最終ブロー」がガラスを金型内に吹き付けて拡張させ、最終的な容器形状を作る。
プレス＆ブロー法では、上昇してガラスを押し込む（プレス）長い金属プランジャーによってパリソンが形成されて、リングと空白の金型が満たされる。その後はパリソンが最終形状の金型に移されて、金型内のガラスに圧縮空気が吹き込まれる先述のブロー工程が続く。
成形された容器はやがて「取り出し」機構により金型から摘まみ上げられて「目なし板」の上に置かれ、そこでは空気冷却がまだ柔らかいガラスを冷却する手助けをする。最後に、容器は「目なし板」に置かれた後も容器を立ったまま維持するエアポケットを備えた「押出しパドル」によってコンベア上を通過していく。これで焼なましに向けた準備が整う。

#### 成形機械
成形機械は容器を成形するパーツ（ゴブやパリソン）を保持したり移動させる。機械は瓶を成形する運用だと19の機構から成り、一般的に圧縮空気（高圧-3.2バールおよび低圧-2.8バール）で駆動しており、その機構はあらゆるメカニズムの動きを連携させる電子的なタイミング調整がなされている。最も広く使用されている成形機械の構成は「個別セクション(individual section,略称IS)」と呼ばれる機械である。この機械には5-20の同一セクションがあり、各セクションには容器を作成するための機構の完全なセットが1組ある。セクションは一列に並んでおり、ゴブは「ゴブ・ディストリビュータ」と呼ばれる移動シュートを介して各セクションに供給される。セクションでは1つ、2つ、3つまたは4つの容器を同時に製造する （その個数でシングル、ダブル、トリプル、クワッドゴブと呼ばれる）。ゴブが複数の場合には、剪断機がゴブを同時に切断して、空白の金型へと一斉に落下する。
成形機械は概ね圧縮空気で駆動しており、一般的なガラス工場は必要な圧縮空気を供給するの大型コンプレッサー（総計30k-60k立方フィート毎分 ）を幾つか備えている。溶融炉、コンプレッサー、成形機械は大量の廃熱を生みだし、一般的にそれらは水で冷却される。成形機械内で使われなかった高温ガラスは別ルートに排出され、この排出されたガラス（通称カレット）は一般的に水で冷却され、時には水槽装置で処理および粉砕されることもある。多くの場合、冷却に必要な物はメンテナンス中にバックアップできるよう配置された冷却塔で共有されている。

#### 内部処置
成形工程の後、特に蒸留酒用などの一部容器には「内部処置」や「脱アルカリ (Dealkalization) 」と呼ばれる内部の耐薬品性を向上させる処置が実施される。これは通常、硫黄またはフッ素含有の混合ガスを高温で瓶に注入することで行われる。典型的には、成形工程で使用される空気（要は、容器の最終ブロー）や成形後に瓶の開口部にガス流を入れるノズルを通して、そのガスが容器に送り込まれる。この処置は容器のアルカリ抽出耐性をより高めるもので、これが製品のpHを高めたり、場合によっては容器の劣化を引き起こすことにもなりうる。

#### 焼きなまし
ガラスは冷えるにつれて収縮して固化する。不均一な冷却は歪みとなって弱いガラスにつながる。均一な冷却を行うのが焼なましである。焼なまし炉（アニール炉、徐冷窯とも）が容器を約580℃に加熱し、その後はガラスの厚さに応じて20-60分間かけて冷却する。

### 低温域（コールドエンド）
ガラス容器製造での低温域の役割は、製造工程の最終課題をこなすことにある。具体的には、耐摩耗性と潤滑性を高めるためにポリエチレンコーティングを吹きかけ、容器の欠陥を検査し、容器にラベルを貼り、出荷用に梱包していく。

#### コーティング
ガラス容器には通例だと2回の表面コーティングが施される。1回が高温域での焼きなまし直前、もう1回が低温域での焼きなまし直後である。高温域では、安全な有機化合物または無機塩化スズ(IV)を使って、酸化スズ(IV)の非常に薄い層をつける。スズを基本とした方式だけが使用されるわけではないが、最も普及している。四塩化チタンや有機チタン酸塩が使用されたりもする。どの場合でも、コーティングは低温域にてガラス表面と剥離しないよう処置する。低温域では、典型的には水性エマルションを介してポリエチレン・ワックスの層が塗布される。これはガラスを滑りやすくして、ガラスを引っかき傷から保護したり、容器がコンベアを移動する時に互いがくっつくのを防いでいる。この結果生じる目には見えない複合コーティングがガラスに事実上傷のつきにくい表面をもたらしている。取扱う際に表面が傷つくことが少ないので、コーティングはしばしば補強とも説明されるが、より正確な定義は強度保持コーティングになるだろう。

#### 検査装置
ガラス容器は100%検査されている。自動機械や時には人間が様々な瑕疵について全ての容器を検査している。典型的な瑕疵には「チェック」と呼ばれるガラスの小さなひび割れや、「ストーンズ」と呼ばれる異質物含有がある。これらは最終的なガラス製品に破壊をもたらしうる要因であるという事から、選別することが特に重要である。例えば、これらの素材は大量の熱エネルギーに耐えられるため、加熱した際にそれが熱衝撃を引き起こして、ガラス製品を爆発的に破壊させかねない。他の欠陥には「ブリスター」と呼ばれるガラス中の気泡や極度に薄い壁面などがある。ガラス製造において一般的な別の欠陥は「ティアー（裂け割れ）」と呼ばれるものである。プレス＆ブロー成形では、仮にプランジャーと金型の位置がずれていたり、不適切な温度に加熱された場合に、ガラスがもう片方の部品に張り付いて裂け割れを起こしてしまう。

#### 二次工程
容器工場はたまにラベル付けといった業務をこなしたりもする。幾つかのラベリング技術が利用可能で、ガラス特有のものでは「アプライド・セラミック・ラベリング(ACL)」という工程がある。これはホーロー塗料で容器に装飾をスクリーン印刷した後、焼き付けするものを言う。初代のコカコーラ・ボトルがその一例である。

#### 梱包
ガラス容器は様々な方法で梱包される。ヨーロッパでは1000-4000個の容器をまとめたバルクパレットが普及している。これはシート層で仕切られた容器を並べて積み重ねる自動機械によって行われる。他には箱とか手縫いの袋さえあったりする。一旦梱包された後は、新たな「在庫単位」が記入されて保管される。

### 市場経済
先進諸国でのガラス容器製造は成熟市場ビジネスである。2009年の板ガラス世界需要は約5200万トンであった。米国、ヨーロッパ、中国が需要の75%を占め、中国の消費量は1990年代初頭の20%から50%へと増加した。ガラス容器製造は地理的なビジネスでもある。製品は重くて容積が大きく、主要原材料（砂、ソーダ灰、石灰岩）は一般的に容易に調達可能であるため、製造施設は市場に近い場所に置くことが求められる。
典型的なガラス炉は何百トンもの溶融ガラスが入っているため、それを毎晩停止いや実際には一ヶ月未満で稼働停止させるのも実用的ではない。そのため工場は週7日24時間稼働している。これは生産効率を数%以上増減させる機会がほとんどないことを意味する。新しい溶融炉と成形機械には数千万ドルの費用がかかり、少なくとも18か月に及ぶ計画が必要となる。こうした事実や通常では機械ラインよりも多くの製品があるという事実を考えると、製品は在庫から販売されている。そのためマーケティング/製造の課題は、短期4-12週間および長期24-48ヶ月の両方で需要を予測することである。大型工場は一般的に都市の需要を満たす規模であり、先進国では通常100万-200万人ごとに工場が1つある。典型的な工場では1日に100万-300万個の容器が製造される。成熟市場製品としての位置づけにもかかわらず、ガラスは消費者に高い評価を受けており、「高品質」のものが認められている。

### ライフサイクルへの影響
ガラス容器は完全にリサイクル可能で、多くの国のガラス産業は高い回収率を確保するべくカレットを高価格に保つという、時には政府の規制で義務付けられた政策を行っている。北欧諸国（スウェーデン、ノルウェー、デンマーク、フィンランド）では返却率95%が珍しくない。他の国では回収率50%未満が通常である。もちろんガラス容器は再利用することも可能で、発展途上国ではこちらが一般的であるが、再溶解に対して容器洗浄の環境への影響がどの程度になるかは不明瞭である。ここで考慮すべき要素は洗浄に使われる化学物質や真水、そして使い捨て容器は複数回使用する容器の半分に満たないガラスの使用（ゆえにエネルギー量も）でより軽量に製造可能だという事である。また、先進諸国が再利用を検討する際の重大要素は、安全性が未知で品質不良な再使用容器を使うことのリスクおよびその結果生じる製造物責任といった製造側の懸念である。ガラス容器が他の梱包材（プラスチック、ボール紙、アルミニウム）と比較してどうなのかは検討が難しく、決定的なライフサイクル研究はまだ出されていない。

## フロートガラスの工程

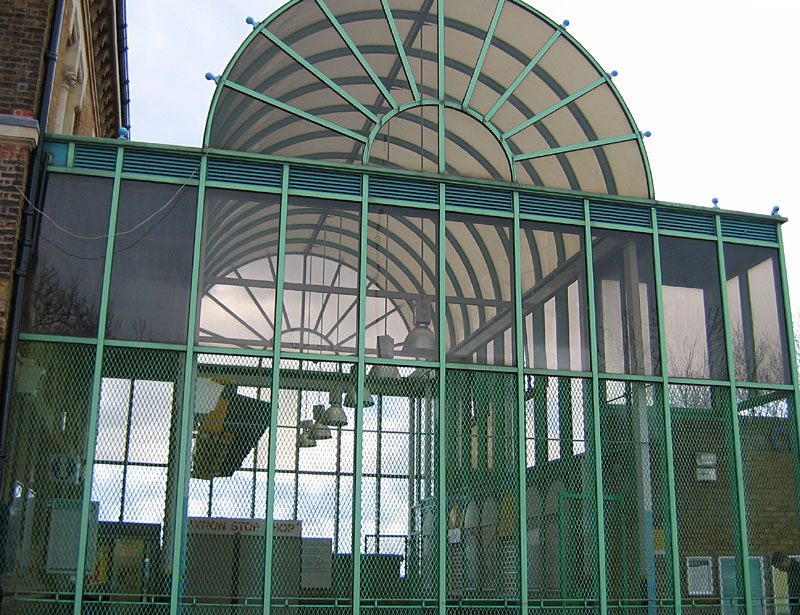
ロンドン、クリスタル・パレス駅舎のフロートガラス

フロートガラスは、典型的にはスズの融解金属床上に融解ガラスを浮遊させることにより製造された板状ガラスであるが、過去には鉛をはじめ様々な低融点の合金が使用されていた。この製法は板状に均一な厚さと非常に平らな表面をもたらす。現代の窓ガラスはフロートガラスから作られている。大半のフロートガラスはソーダ石灰ガラスであるが、比較的少量の特殊なホウケイ酸ガラスやフラットパネルディスプレイのガラスもフロートガラスの工程を活用して製造されている。フロートガラスの製法は「ピルキントン製法」としても知られており、これは1950年代にこの技術を発明したアラステア・ピルキントンの創設した英国のガラス製造企業ピルキントン社にちなんで名付けられた。

## 環境への影響

### 現地への影響
高度に集約化したあらゆる産業と同じく、ガラス工場は現地環境を中高程度に損ねる影響を及ぼす。これに加えてガラス製造は成熟市場のビジネスなので、長期にわたって工場が同じ場所に置かれることが多く、これが住宅への侵害をもたらす結果となる。住宅および都市への主な影響には、騒音、真水の使用、水質汚染、NOxおよびSOxの大気汚染、粉塵などがある。
成形機械によって騒音が発生し、圧縮空気で操業すると最大106dBAの騒音レベルになる。この騒音が近隣現地にどの程度届いてしまうかは、工場のレイアウト次第で大きく変わる。騒音発生のもう一つの要因はトラックの往来である。典型的な工場は1日600トンの材料をガラスにしており、これは600トンの原材料が現地にやってきて、最終製品として再び現地から出荷する必要があるという意味である。
水は、溶融炉、コンプレッサー、未使用の融解ガラスを冷却するのに使用される。工場における水の利用は多彩で様々だが、それは融解ガラス1トン当たりわずか水1トンほどになりうる。1トンのうち約半分は冷却で蒸発していき、残りは排水となって流れる。
ほとんどの工場がゴブ剪断刃を冷却して滑らかにするためにエマルションオイルを含む水を使用している。この油を含んだ水は排水と混ざり合って水を汚染する。工場には通常、効果の程度は様々だがこのエマルションオイルを除去するある種の水処理装置がある。
窒素酸化物(NOx)は空気中のガス燃焼の自然産物であり、ガス燃焼炉によって大量に生成される。特に大気汚染問題を抱えた都市にある一部の工場は液体酸素を使用することにでこれを軽減するようにしている。ただし1)熱交換器を使用しない、2)酸素を液化して輸送する必要がある、という炭素のコストを考えるとこの論理は大いに疑問である。硫黄酸化物(SOx)はガラス溶融工程の結果として生成される。バッチ方式を使うと、ある程度これを抑制することが可能である。あるいは排気プルーム洗浄を使うことも可能である。
ガラス製造用の原料はどれも粉塵の多い材料で、粉末または細粒材質のいずれかで届けられる。粉塵物質を制御するシステムはメンテナンスが難しい傾向にあり、大量の材料を日々移動させていることを考えると、粉塵問題があることに対してほんの僅かに対策せざるを得ない。カレットはまたガラス工場内を動き回っており、投げ込まれたり割れた時に微細なガラス粒子を生成してしまいがちである。